# Тибета
Тибета (груз. ტიბეთა) — село в Кедском муниципалитете Грузии.

## География
Село находится на левом берегу реки Аджарисцкали, на расстоянии в 6 километрах от посёлка городского типа Кеда, административного центра муниципалитета. Абсолютная высота — 533 метров над уровнем моря.

## Население
По данным переписи населения 2014 года, в селе проживает 154 человека (75 мужчин и 79 женщин).